# Фондова біржа Буенос-Айреса
Фондова біржа Буенос-Айреса (ісп. Bolsa de Comercio de Buenos Aires) — центральний аргентинський торговельний майданчик, на долю якого припадає до 95 % усіх біржових операцій в країні. Заснована 1854 року на базі Торгового банку, є найстарішою біржою Латинської Америки. Здійснює торги акціями, облігаціями, опціонами та ф'ючерсами. Є самоврядною некомерційною організацією.
- Обсяг торгів: $821,9 млрд. (травень 2016)
- Лістинг: 1832 компанії (2017)
- Капіталізація: $104,59 млрд (2017)[джерело?].

## Фондові індекси
Основні індекси:
- Merval — складений на базі акцій 19 найбільших компаній, що торгують на біржі
- IAB (Bolsa general index) відображує стан акцій найбільших аргентинських і закордонних компаній на біржі, кількість яких переглядається що кварталу.